# Nova Zagora
Nova Zagora (în bulgară Нова Загора) este un oraș în Obștina Nova Zagora, Regiunea Sliven, Bulgaria.

## Demografie
Componența etnică a orașului Nova Zagora
     Nicio identificare (12,44%)
     Bulgari (66,08%)
     Turci (20,94%)
     Romi (0,23%)
     Altele (0,28%)
La recensământul din 2011, populația orașului Nova Zagora era de 22.507 locuitori. Din punct de vedere etnic, majoritatea locuitorilor (66,08%) erau bulgari, cu o minoritate de turci (20,94%). Pentru 12,44% din locuitori nu este cunoscută apartenența etnică.